# Руново (Ленинградская область)
Ру́ново (фин. Ruunala) — деревня в Гатчинском муниципальном округе Ленинградской области.

## История
Ещё в начале XIX века на берегу Пенного ручья располагалась мыза «Руново».

РУНОВО — деревня принадлежит Ридигеровой, чиновнице 9 класса, число жителей по ревизии: 32 м. п., 14 ж. п. (1838 год)

В 1841 году усадьбу купила Надежда Тимофеевна Карташевская (см. также посёлок Карташевская), сестра писателя С. Т. Аксакова.
На карте Ф. Ф. Шуберта 1844 года и карте С. С. Куторги 1852 года деревня названа Рунова (Пеннова).
На этнографической карте Санкт-Петербургской губернии П. И. Кёппена 1849 года она обозначена как деревня «Runala», расположенная в ареале расселения савакотов. В пояснительном тексте к этнографической карте она записана как деревня Runala (Руново), финское население которой по состоянию на 1848 год составляли савакоты — 9 м. п., 17 ж. п., всего 26 человек, а также присутствовало русское население, количество которого не указано.

РУНОВО — деревня господина Карташевского, по просёлочной дороге, число дворов — 7, число душ — 19 м. п. (1856 год)

Согласно «Топографической карте частей Санкт-Петербургской и Выборгской губерний» в 1860 году деревня называлась Рунова (Пеннова) и насчитывала 7 крестьянских дворов.

РУНОВО (ПЕННАЯ) — деревня владельческая при колодце, число дворов — 9, число жителей: 20 м. п., 31 ж. п. (1862 год)

Согласно карте 1879 года деревня называлась Рунова (Пеннова), а смежно с ней находилась усадьба «помещицы Редигер».

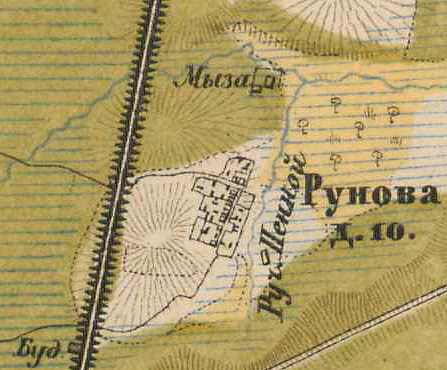
План деревни Руново. 1885 год

В 1885 году деревня называлась Рунова и насчитывала  10 дворов.
В 1887 году усадебный дом сгорел, но был восстановлен на прежнем фундаменте в почти неизменном виде.
Согласно материалам по статистике народного хозяйства Царскосельского уезда 1888 года имение при селении Кобрино и деревне Руново площадью 864 десятины принадлежало вдове тайного советника Н. Т. Карташевской и титулярному советнику Д. Г. Карташевскому, имение было приобретено до 1868 года, дача и охота сдавались в аренду.
В конце XIX — начале XX века деревня административно относилась к Гатчинской волости 2-го стана Царскосельского уезда Санкт-Петербургской губернии. Население деревни было смешанным — финско-русским.
По данным «Памятной книжки Санкт-Петербургской губернии» за 1905 год мыза Руново площадью 240 десятин принадлежала наследникам действительного статского советника Якова Григорьевича Карташевского, кроме того 840 десятин земли в имениях Кобрино и Руново принадлежало коллежскому асессору Николаю Андреевичу Маркову.
К 1913 году количество дворов уменьшилось до 9.
С 1917 по 1922 год деревня Руново входила в состав Кобринского сельсовета Гатчинской волости Детскосельского уезда.
С 1922 года в составе Покровского сельсовета.
С 1923 года в составе Гатчинского уезда.
С 1924 года в составе Воскресенского сельсовета.
Согласно данным переписи населения СССР 1926 года в деревне Руново Воскресенского сельсовета Троцкой волости Троцкого уезда проживали 96 человек, русские, финны и поляки.
С 1928 года в составе Прибытковского сельсовета. В 1928 году население деревни Руново составляло 98 человек.

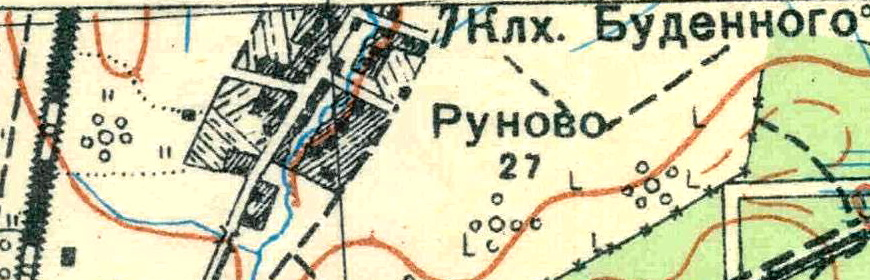
План деревни Руново. 1931 год

Согласно топографической карте 1931 года деревня насчитывала 27 дворов. В деревне находилось правление колхоза «им. Будённого».
По административным данным 1933 года деревня Руново входила в состав Прибытковского сельсовета Красногвардейского района.
C 1 августа 1941 года по 31 декабря 1943 года деревня находилась в оккупации.
В 1958 году население деревни Руново составляло 110 человек.
С 1959 года в составе Сиверского сельсовета.
По данным 1966 и 1973 годов деревня Руново также входила в состав Сиверского сельсовета.
По данным 1990 года деревня Руново находилась в административном подчинении Кобринского поселкового совета.
В 1997 году в деревне проживали 17 человек, в 2002 году — 40 человек (русские — 90%), в 2007 году — 35, в 2010 году — 42 человека.

## География
Деревня расположена в центральной части Гатчинского района на автодороге 41К-221 (подъезд к пл. Карташевская).
Расстояние до административного центра поселения, посёлка Кобринское — 2 км.
Расстояние до ближайшей железнодорожной платформа Карташевская — 1 км.

## Демография
| 1838 | 1848 | 1862 | 1928 | 1958 | 1997 | 2002 | 2007 | 2010 |
| ---- | ---- | ---- | ---- | ---- | ---- | ---- | ---- | ---- |
| 37   | ↘26  | ↗51  | ↗98  | ↗110 | ↘17  | ↗40  | ↘35  | ↗42  |
| 2014 | 2017 |      |      |      |      |      |      |      |
| →42  | ↗43  |      |      |      |      |      |      |      |

### Национальный состав
Согласно данным Всероссийской переписи населения 2021 года в деревне проживали 50 человек, из них:
 русские — 45, азербайджанцы — 4, татары — 1 человек.

## Инфраструктура
На 2014 год в деревне было учтено 19 домохозяйств.

## Транспорт
К юго-западу от деревни расположена платформа Карташевская железнодорожной линии Санкт-Петербург — Луга, по которой осуществляется пассажирское сообщение пригородными электропоездами.
К востоку от деревни проходит автодорога 41К-100 (Гатчина — Куровицы), по которой осуществляется автобусное сообщение пригородными маршрутами:
- № 151 Гатчина — Сиверский
- № 151Д Гатчина — Дружная Горка
- № 534 Гатчина — Вырица